# 데라쇼역
데라쇼역(일본어: 寺庄駅, てらしょうえき)은 일본 시가현 고카시에 있는 서일본 여객철도의 철도역이다.

## 역 구조
단식 승강장 1면 1선 형태의 지상역이다. 쓰게 방면 열차와 구사쓰 방면 열차가 같은 승강장을 사용한다. 구사쓰역 관할권에 속해 있으며, 역 업무는 JR 서일본 교통 서비스가 대신 하고 있다.

## 역사
- 1959년 12월 25일 - 개업.
- 1987년 4월 1일 - 민영화에 따라 동일본 여객철도의 소속이 되었다.

## 인접역
| 서일본 여객철도 구사쓰 선 | 서일본 여객철도 구사쓰 선 | 서일본 여객철도 구사쓰 선 |
| ------------------------- | ------------------------- | ------------------------- |
| 고카 쓰게 방면            | ■ 구사쓰 선 보통          | 고난 구사쓰 방면          |